# 巻島康一
巻島 康一（まきしま こういち、1957年1月1日 - ）は、日本の俳優、声優。東京都出身。劇団俳優座所属。

## 来歴
1979年から劇団俳優座に所属。

## 人物
趣味・特技はバイク、パソコン、大型自動車免許。

## 出演

### テレビドラマ
- 外科医・織部英介・I（1996年、TBS）
- 土曜ワイド劇場 捜査検事・右近誠の殺人調書（2000年、日本テレビ）
- 月曜ミステリー劇場（TBS）
  - 西村京太郎サスペンス 冤罪シリーズ・I（2000年）
  - 西村京太郎サスペンス 冤罪シリーズ・III（2002年） - オレンジマート店長
- 森村誠一サスペンス・6 捜査線上のアリア（2003年、BSジャパン）
- 獣医さん、事件ですよ 第11話（2014年、日本テレビ） - 茂三

### 映画
- キネマの天地（1986年、松竹） - 脚本部・池島
- 草刈り十字軍（1997年） - 野口進
- アカシアの町（2000年、劇団俳優座） - 芦田順也
- 伊能忠敬-子午線の夢（2001年）

### 舞台
- アドルフに告ぐ
- 恋のから騒ぎ
- 荒野の落日
- 桜の園
- さりとはつらいね
- ジェニーの肖像（ガス）
- ジェニーの肖像 再演（アーン）
- 十二夜
- 食肉市場のジャンヌダルク
- タルチュフ
- チェーホフ家の人々
- -波-わが愛
- 紅花物語
- 法王庁の避妊法
- 森は生きている

### テレビアニメ
2005年
- ケロロ軍曹（ジュリー人）

2007年
- 精霊の守り人（タンダの伯父）
- DARKER THAN BLACK -黒の契約者-（初老の男）

2008年
- ARIA The ORIGINATION（老夫）
- 薬師寺涼子の怪奇事件簿（上杉満年）

2011年
- 青の祓魔師（警備員B）

2015年
- うしおととら（上の方B）

2016年
- くまみこ（店主）
- クロムクロ（荒俣稔）
- モブサイコ100（ゲン）

2017年
- 遊☆戯☆王VRAINS（ルーク）

2020年
- LISTENERS リスナーズ（マルコム）

2021年
- キングダム（晋成常）

2024年
- チ。-地球の運動について-（ポトツキ）

2025年
- キミとアイドルプリキュア♪（咲良平治）

### 劇場アニメ
- マイマイ新子と千年の魔法（2009年）

### OVA
- 機動戦士ガンダム THE ORIGIN（2015年 - 2018年、テアボロ・マス、ワルキューレ艦長） - 2019年に再編集作品『THE ORIGIN 前夜 赤い彗星』テレビ放送

### 吹き替え

#### 映画
- アンディ・ガルシア 沈黙の行方（ジョセフ・カフィ（サム・ボトムズ））
- ARAHAN アラハン（ジャウン（アン・ソンギ））
- 姉のいた夏、いない夏。
- 歌追い人（トム（エイダン・クイン））
- オーシャン・オブ・ファイヤー
- ギャラクシー・クエスト（フレッド・クワン（トニー・シャルーブ））
- 華麗なるギャツビー
- グレイテスト・ゲーム（アーサー（イライアス・コティーズ））
- 夏至（クオック（アンクル・フン））
- ジュディ・ガーランド物語（重役）
- CQ（アンドレイ（ジェラール・ドパルデュー））
- スリー・トゥ・タンゴ（ピーター（オリヴァー・プラット））
- 戦艦バウンティ号の叛乱（ウィリアム・ブライ艦長（フランチョット・トーン））※PDVD版
- 黄昏（ビル（ダブニー・コールマン））
- ダイ・ハード4.0（パリー（ジョー・ゲレティ）、ビル・クリントン）
- ダンボ（サザビー〈ダグラス・リース〉[3]）
- デビル
- トワイライト 特別篇（マーカス（クリストファー・ハイアーダール））※日本テレビで放映
- ナイト&デイ
- FAIL SAFE 未知への飛行（カッシオ大佐（ジョン・ディール））
- マーリー2 世界一おバカな犬のはじまりの物語（フレッド（ドネリー・ローズ））
- めぐりあう時間たち（ダン・ブラウン（ジョン・C・ライリー））
- レクイエム（レイモンド（クロード・エルナンデス））

#### テレビドラマ
- アメリカン・ゴシック 〜偽りの一族〜
- アンフォゲッタブル4 完全記憶捜査（グレッグ・サーティン）
- ER緊急救命室
  - シーズンVI #2（ステイリー（マイケル・ハーネイ））、#7,9,10（クルソン（レオ・ロッシ））
  - シーズンVII #17（マイルズ）
  - シーズンVIII #19（ハリス）
  - シーズンIX #6（シーン）
  - シーズンXI #22（マイク〈イーモン・ハント〉）
- イタズラなKiss〜惡作劇之吻〜（入江重樹）
- イタズラなKiss〜惡作劇2吻〜（入江重樹）
- WITHOUT A TRACE/FBI 失踪者を追え!
  - シーズン2 #12（ワトキンス（デヴィッド・ヒューレット））
  - シーズン3（エド（ティモシー・バスフィールド））
  - シーズン4（ビル・シールズ）
- NCIS 〜ネイビー犯罪捜査班 シーズン7（ジョージ・エリス元海兵隊大佐（ジョー・レガルブート））
- エリザベス1世 〜愛と陰謀の王宮〜
- 宮廷女官チャングムの誓い
- キャッスル 〜ミステリー作家は事件がお好き シーズン6（ローマン巡査部長）
- 刑事フォイル（アラン・カーター（フィリップ・ジャクソン））
- THE TUDORS〜背徳の王冠〜（トマス・ブーリン）
- CSI:ニューヨーク2 #22
- 女王ヴィクトリア 愛に生きる
- SUITS/スーツ2（ダニエル・ハードマン（デイヴィッド・コスタビル））
- 太王四神記
- チェオクの剣（アン・ノックサ（ユン・ムンシク））
- チェスター動物園をつろう（ロナルド・ティッピング）
- デスパレートな妻たち
- ドクター・フー（ルエリン）
- ブルックリン74分署（リチャード・サントロ（ゲーリー・バサラバ））
- マードック・ミステリー 〜刑事マードックの捜査ファイル〜（ミッチェル・ウィルソン判事）
- 名探偵モンク4（チェースン）
- MAJOR CRIMES 〜重大犯罪課（グローブ判事（ロン・マラスコ））
- THE MENTALIST メンタリストの捜査ファイル3（ディーン（ディラン・ブルーノ））
- ヤング・スーパーマン（ロジャー）

#### アニメ
- CODE リョーコ（校長）
- ジェネレーター・レックス
- ピーター・パン（海賊フレディー）※ポニー版
- ビリー&マンディの大冒険（ハロルド）
- ホートン/ふしぎな世界のダレダーレ

### ナレーション
- 匠の息吹を伝える〜“絶対”なき技術の伝承〜（サイエンスチャンネル）

### ボイスオーバー
- 地球ドラマチック（NHK教育） 
  - 「人間を癒す生き物達」（2003年）
  - 「検証!アレクサンドロス大王の最期」（2003年）
  - 「ミケランジェロ」（2005年）
- BS世界のドキュメンタリー（NHK-BS1）
- フロム・ジ・アース/人類、月に立つ（NHK-BS2）

### 初出話一覧
1. ↑  第1話初出
2. ↑  第28話初出